# Jasmine Cephas Jones
Jasmine Cephas Jones (Nueva York, 21 de julio de 1989) es una actriz y cantante estadounidense, conocida por haber personificado a Peggy Schuyler y Maria Reynolds en el musical Hamilton.

## Primeros años
Jones es la hija del actor y cantante Ron Cephas Jones y de Kim Lesley. Asistió a Fiorello H. LaGuardia High School of Music & Art and Performing Arts, y a Berklee College of Music, y se graduó de la Escuela de Teatro Neighborhood Playhouse en 2011. Creció en Midwood, Brooklyn.

## Carrera
Jones ha participado en numerosas películas independientes, que incluyen Titus (2013) y Fairfield (2014). También ha aparecido en episodios de las series de televisión Blue Bloods y Unforgettable.
En 2015, personificó a Maria Reynolds y a Margarita "Peggy" Schuyler Van Rensselaer en la producción original Off-Broadway de Hamilton. Cuándo el espectáculo se trasladó a Broadway, continuó con su papel hasta el 8 de diciembre de 2016. Ese mismo año, ganó un Premio Grammy al mejor álbum de teatro musical como parte del elenco de Hamilton.
En 2017, cantó "America the Beautiful" en el Super Bowl junto a las protagonistas de Hamilton, Renée Elise Goldsberry y Phillipa Soo.
En 2015, Jones participó en la película Mistress America, y en 2018 obtuvo un papel en Dog Days.

## Vida personal
El 24 de diciembre de 2018, Cephas Jones se comprometió con Anthony Ramos, a quien conoció en 2015, cuando las funciones de Hamilton aún se llevaban a cabo en el Teatro Público de Nueva York. En diciembre de 2021, múltiples fuentes reportaron que la pareja se había separado y cancelado su compromiso.

## Teatro
| Año       | Producción                                 | Papel                         | Tipo         |
| --------- | ------------------------------------------ | ----------------------------- | ------------ |
| 2014      | The Loneliness of the Long Distance Runner | Kenisha                       | Off-Broadway |
| 2015      | Hamilton                                   | Peggy Schuyler/Maria Reynolds | Off-Broadway |
| 2015–2016 | Hamilton                                   | Peggy Schuyler/Maria Reynolds | Broadway     |
| 2019      | Cyrano                                     | Roxanne                       | Off-Broadway |

## Filmografía

### Películas
| Año  | Título                    | Papel                           |
| ---- | ------------------------- | ------------------------------- |
| 2013 | Titus                     | Jessica                         |
| 2014 | Fairfield                 | Lindsey                         |
| 2015 | Mistress America          | Nicolette                       |
| 2018 | Blindspotting             | Ashley                          |
| 2018 | Monsters and Men          | Marisol Orteg                   |
| 2018 | Dog Days                  | Lola                            |
| 2019 | Historia de un matrimonio | Actriz de teatro                |
| 2020 | The Photograph            | Rachel Miller                   |
| 2020 | Hamilton                  | Peggy Schuyler / Maria Reynolds |
| 2020 | Honest Thief              | Beth Hall                       |
| 2023 | Origin                    | Elizabeth Davis                 |

### Televisión
| Año  | Título          | Papel             | Notas                                      |
| ---- | --------------- | ----------------- | ------------------------------------------ |
| 2013 | Blue Bloods     | Shania Costa      | Episodio: "Justice Served"                 |
| 2014 | Unforgettable   | Ellen             | Episodio: "East of Islip"                  |
| 2016 | Odd Mom Out     | Vendedora de TKTS | Episodio: "Hamming It Up"                  |
| 2017 | Girls           | Vendedora         | Episodios: "Full Disclosure", "The Bounce" |
| 2018 | Midnight, Texas | Addie Wigget      | 2 episodios                                |
| 2019 | Mrs. Fletcher   | Chloe             | 5 episodios                                |
| 2020 | #FreeRayshawn   | Tyisha            | 15 episodios                               |
| 2021 | Blindspotting   | Ashley Rose       | 8 episodios                                |

## Discografía

### EP
| Título    | Año  |
| --------- | ---- |
| Blue Bird | 2020 |

### Sencillos
| Título        | Año  | Álbum/EP  |
| ------------- | ---- | --------- |
| "Moonlight"   | 2019 | Blue Bird |
| "Wild Thing"  | 2020 | Blue Bird |
| "Little Bird" | 2020 | Blue Bird |

### Como artista invitada
| Título     | Año  | Otro artista(s)              | Álbum          |
| ---------- | ---- | ---------------------------- | -------------- |
| "Libertad" | 2018 | Anthony Ramos, Broken Luxury | The Freedom EP |

### Álbumes de teatro
| Álbum                                       | Año  | Papel                         |
| ------------------------------------------- | ---- | ----------------------------- |
| Hamilton (Original Broadway Cast Recording) | 2015 | Peggy Schuyler/Maria Reynolds |

## Premios y nominaciones
| Premio               | Fecha de ceremonia    | Categoría                              | Resultado | Referencias |
| -------------------- | --------------------- | -------------------------------------- | --------- | ----------- |
| Premios Broadway.com | 10 de mayo de 2016    | Actriz favorita en un musical          | Nominada  | [ 7 ]       |
| Premios Broadway.com | 10 de mayo de 2016    | Revelación femenina                    | Nominada  | [ 7 ]       |
| Premios Grammy       | 15 de febrero de 2016 | Mejor álbum de teatro musical          | Ganadora  | [ 8 ]       |
| Premios Antonyo      | 19 de junio de 2020   | Mejor actor en un musical Off-Broadway | Ganadora  | [ 9 ]       |